# Gerald Q. Maguire
Gerald Quentin Maguire Jr, född 6 januari 1955 i USA, är professor i datorkommunikation vid KTH Skolan för Informations- och Kommunikationsteknik. Han har en tidigare karriär som forskare och föreläsare i USA, bland annat på Columbia University och National Science Foundation. I juli 1992 blev han inbjuden som gästprofessor vid dåvarande institutionen för teleinformatik på KTH och blev i juli 1994 fast anställd som professor. 1994 till 2000 var han chef för datorkommunikationslaboratoriet.
Maguire är inte bara en framstående forskare med ett hundratal publicerade artiklar, utan även en populär föreläsare. Han utnämndes till ”årets lärare” av sektionen för informationsteknik läsåret 2006/2007.
Hans forskning på KTH är framför allt inriktad på mobil kommunikation, men han har tidigare forskat på medicinsk bildbehandling. Gerald Maguire är amerikansk medborgare.

## Examina
- Kandidatexamen (magna cum laude) i fysik från Indiana University of Pennsylvania 1975.
- Master i datavetenskap från University of Utah 1981.
- Filosofie doktor i datavetenskap från University of Utah 1983.

## Övriga källor
- ”Gerald Maguire: A goal-oriented problem solver”. Wireless@KTH. 3 juni 2010. Arkiverad från originalet den 15 oktober 2010. https://web.archive.org/web/20101015121935/http://www.wireless.kth.se/researchers/research-leaders/29-gerald-maguire-a-goal-oriented-problem-solver. Läst 23 maj 2011.